# 秋山とパン
『秋山とパン』（あきやまとパン）は、2020年10月8日から2021年3月25日まで、テレビ朝日で毎週木曜（水曜深夜）1:56 - 2:16（JST）に放送されたバラエティ番組。
キャッチコピーは「真夜中に美味しいパンとおしゃべりと」。

## 概要
2020年の秋改編に際し、平日深夜帯に新設された『バラバラ大作戦』（水曜第1部）の第1弾としてスタートした番組で、街で愛されるパンの名店を訪れ、秋山が自慢のパンに舌鼓を打つという番組内容となっている。
毎回、番組の前半では町のパン屋を訪ね、おすすめのパンや気になるパンを食す食レポ番組として進行していくが、食事中にパンの名称や形、味などから話が脱線。虚実を交えた秋山の話に、スタッフが検証VTRを加えていく構成をとる。ザテレビジョンは「秋山ワールドに本気で乗っかる」番組と、コラムニストの飲用てれびは「帰れないシチュエーションを作ったコント番組」と、それぞれ本番組を評している。

## 出演者
- 秋山竜次（ロバート）

### ナレーション
- 斎藤ちはる（テレビ朝日アナウンサー）

## 放送リスト
| 2020年 | 2020年   | 2020年                                   | 2020年 | 2020年                           |
| 話数   | 放送日   | 訪れたパン屋                             | 秋山の虚言 | 登場したゲスト                   |
| ------ | -------- | ---------------------------------------- | --- | -------------------------------- |
| #1     | 10月8日  | メゾン・ランドゥメンヌ 麻布台            | 高輪ゲートウェイ駅は秋山が命名 | 椎名林檎                         |
| #2     | 10月15日 | ブリコラージュブレッド アンド カンパニー | 秋山はバンクシーの友達 |                                  |
| #3     | 10月22日 | PAUL                                     | 秋山はいきなり!ステーキの創業メンバー |                                  |
| #4     | 10月29日 | パン・オ・スリール                       | 世間のキャップのツバをまっすぐにしたのは秋山 | Bose（スチャダラパー）           |
| #5     | 11月5日  | パリジャン                               | 工事現場の電光掲示板に映る人は秋山 |                                  |
| #6     | 11月12日 | VIKING BAKERY F 南青山本店               | 米国文化の多くは秋山が日本に伝えた | 松田公太、デーブ・スペクター     |
| #7     | 11月19日 | ぶどうパンとコーヒーの店 舞い鶴          | 秋山はライガーの影武者 | 獣神サンダー・ライガー           |
| #8     | 11月26日 | 太田ベーカリー                           | 後半「一方○○という声も」という嫌な事を言うネット記事の文法は秋山が作った                                                                               | 吉田豪                           |
| #9     | 12月3日  | 銀座木村家                               | 乃木坂46のPVでメンバーをわちゃわちゃさせているのは秋山                                                                                                 | 高山一実（乃木坂46）             |
| #10    | 12月10日 | MAISON ICHI 代官山店                     | ラップが尺に収まらない、というDJ KOOさんの悩みを秋山が解決した                                                                                         | DJ KOO                           |
| #11    | 12月17日 | ヒルサイドパントリー代官山店             | 朝の情報番組のポーズの振り付けは、9割秋山が考えたもの                                                                                                  | 塚田僚一 (A.B.C-Z)               |
| #12    | 12月24日 | Truffle BAKERY 広尾店                    | 太鼓の達人のモデルになったのは秋山がやっていた遊び |                                  |
| 2021年 |          |                                          | |                                  |
| #13    | 1月14日  | mixture                                  | 秋山は麻薬捜査犬の70倍の嗅覚がある |                                  |
| #14    | 1月21日  | ベーカリー&カフェ ルパ幡ヶ谷店           | 演歌や歌謡曲によくある、曲の最後をゆっくりした3音で終えるパターンは秋山が考えた                                                                        | ヒャダイン                       |
| #15    | 1月28日  | ブーランジェリー エ カフェ マンマーノ    | 世の中で受けるほとんどのサービスには4円分の価値があるということを秋山が調べ上げた                                                                      | 花澤香菜                         |
| #16    | 2月4日   | 塩パン屋 パン・メゾン                    | 「ローディング中のマーク」は、秋山がインターネットより先に私生活で使っていた                                                                           | ひろゆき                         |
| #17    | 2月11日  | パンのペリカン                           | スポーツの試合中、会場の大型モニターに不意に観客席を映し出された時の観客のリアクションは秋山が作った                                                   | 福田正博                         |
| #18    | 2月18日  | ル・ルソール                             | 人間が一番美味しく感じる食事の量は「スーパーの試食コーナーの銀の皿」1杯分ということを秋山が発見した                                                    | 久住昌之                         |
| #19    | 2月25日  | イトウベーカリー                         | 救急車が交差点を通る時のアナウンスのトーンは秋山が決めた                                                                                               | 伊達みきお（サンドウィッチマン） |
| #20    | 3月4日   | 空と麦と                                 | CMで、鏡で身嗜みを整えてはけた後、また戻って「よし！」とつぶやいてから出発する、という一連の流れは秋山が作った                                         | 中山エミリ、ぱいぱいでか美       |
| #21    | 3月11日  | ブーランジェリー セイジアサクラ          | ラジオのジングルでパーソナリティーの名前をDJのスクラッチのように繰り返し言う加工は秋山が考えた                                                         | クリス・ペプラー、ぱいぱいでか美 |
| #22    | 3月18日  | MARUICHI BAGEL                           | もう一度大人たちに駆け足をさせる活動を秋山が行っている                                                                                                 | Dream Ami                        |
| #23    | 3月25日  | ル・グルニエ・ア・パン                   | 水泳や陸上の「Take your marks」を言っているのは秋山 アナウンサーが平和なニュースの後に重いニュースを読む時の切り替わりの中間の顔を指示しているのは秋山 |                                  |

## ネット局と放送時間
※2020年10月現在。
| 放送対象地域 | 放送局           | 系列           | 放送日時                     | 放送開始                   | 備考   |
| ------------ | ---------------- | -------------- | ---------------------------- | -------------------------- | ------ |
| 関東広域圏   | テレビ朝日       | テレビ朝日系列 | 木曜 1:56 - 2:16（水曜深夜） | 2020年10月8日（7日深夜）   | 制作局 |
| 青森県       | 青森朝日放送     | テレビ朝日系列 | 金曜 0:45 - 1:05（木曜深夜） | 2020年10月16日（15日深夜） |        |
| 広島県       | 広島ホームテレビ | テレビ朝日系列 | 土曜 10:50-11:15             | 2021年1月9日               |        |

## スタッフ
- 構成：竹村武司
- カメラ：荒木哲志
- 編集：酒井広志
- MA：多勢徐映
- 音効：小田切暁
- 編成：岡村地郎、林智乃
- 技術協力：ARKS、NOUVELLE AGE
- 制作スタッフ：高森美帆、前田智也、林遼亮
- ディレクター：加用裕紀、栗原大祐、佐々木健太
- 演出：舟橋政宏
- プロデューサー：藤本周二、細越貴子・雨宮雄太（オフィスぼくら）
- ゼネラルプロデューサー：奥田創史
- 制作協力：オフィスぼくら
- 制作：テレビ朝日ソリューション本部コンテンツ編成局第2制作部
- 制作著作：テレビ朝日